# Fanfare St. Cecilia Bocholtz
De Koninklijk erkende Fanfare St. Cecilia Bocholtz werd opgericht op 24 januari 1903.

## Geschiedenis
De fanfare nam in 1923 voor het eerst deel aan een concours: te Hoensbroek in de derde afdeling. Men behaalde de eerste prijs. Sinds 1929 komt zij de fanfare uit in de afdeling Superieur.
Tijdens het eerste Wereld Muziek Concours in 1951 in Kerkrade behaalde het korps de hoogste nationale en internationale onderscheiding. Dit leverde St. Cecilia twee kampioensvlaggen en de gouden medaille van president Vincent Auriol op. Deze Franse president nodigde daarop in 1952 het hele korps uit voor een concertreis naar Frankrijk. Verdere kampioenswedstrijden van de Federatie van Katholieke Muziekbonden in Nederland werden 1959 in Eindhoven, in 1974 te Haarlem, en 1981 eveneens in het Concertgebouw te Haarlem gewonnen.
De vereniging kreeg op 27 mei 1973 de medaille verbonden aan de Orde van Oranje-Nassau toegekend.

## Dirigenten
| jaar (begin) | jaar (einde) | dirigent            |
| ------------ | ------------ | ------------------- |
| 1903         | 1928         | Bernhard Franken    |
| 1928         | 1965         | Sjo Weijers         |
| 1965         | 1987         | Jeu Weijers         |
| 1987         | 2002         | Jos Stoffels        |
| 2002         | 2003         | Michael Engelbrecht |
| 2003         | 2010         | John Vandecaetsbeek |
| 2010         | 2014         | Jos Stoffels        |
| 2014         | 2017         | Guido Swelsen       |
| 2017         | heden        | Patrick Spelthaen   |